# CA Lanús
Club Atlético Lanús, bildad 3 januari 1915, är en fotbollsklubb från Lanús i södra Buenos Aires, Argentina. Spelar sina hemmamatcher på Estadio Ciudad de Lanús - Néstor Díaz Pérez, som tar dryga 47 027 åskådare.